# Scopula leuculata
Scopula leuculata är en fjärilsart som beskrevs av Pieter Cornelius Tobias Snellen 1874. Scopula leuculata ingår i släktet Scopula och familjen mätare. Inga underarter finns listade.